# 藤原氏範
藤原 氏範（ふじわら の うじのり）は、平安時代初期の貴族。藤原北家、参議・藤原道雄の子。官位は従五位上・遠江権守。

## 経歴
淳和朝末の天長10年（833年）従五位下に叙爵。
仁明朝では承和8年（841年）典薬頭、承和15年（848年）遠江権守を歴任する。またこの間の承和13年（846年）には従五位上に叙せられている。

## 官歴
『六国史』による。
- 時期不詳：正六位上
- 天長10年（833年） 正月7日：従五位下
- 承和8年（841年） 5月13日：典薬頭
- 承和13年（846年） 正月7日：従五位上
- 承和15年（848年） 5月28日：遠江権守